# Водосы
Водо́сы — деревня в Шимском районе Новгородской области, входит в состав Уторгошского сельского поселения.
Расположена на левом берегу реки Мшаги в 2 км к югу от административного центра сельского поселения — посёлка Уторгош. В 1 км к востоку от Водосов проходит Санкт-Петербург-Витебскогий участок Октябрьской железной дороги.